# 劍魂VI
《劍魂VI》是一款由Project Soul開發的3D格鬥遊戲，由萬代南夢宮娛樂定於2018年10月19日在Microsoft Windows、PlayStation 4和Xbox One平台發行。該遊戲與前作《劍魂V》相隔了六年。據製作人大久保元博的說法，該遊戲為《魂之系列》的20週年紀念慶祝之作。

## 系統
《劍魂VI》與《劍魂》系列作相同，玩家可在3D的場景上透過操控各種角色和武器來進行戰鬥。

## 劇情
據南夢宮所述，《劍魂VI》的故事背景設定於16世紀，並「發現隱藏的真相」來重新處理首部遊戲《劍魂》至《劍魂Ⅱ》前的事件。

## 角色
《劍魂VI》除了部分舊有的角色回歸外，還會新增多名新角色，目前公布的新舊角色已超過20名。

### 主要參戰角色
- 艾薇[11]
  - CV：澤城美雪(日)

- 齊力克[12]
  - CV：保志総一朗(日)

- 御劍平四郎[13]
  - CV：森川智之(日)

- 夢魘[12]
  - CV：檜山修之(日)

- 齊格飛
  - CV：檜山修之(日)

- 蘇菲緹雅[13]
  - CV：中村千繪(日)

- 多喜
  - CV：森奈奈子(日)

- 香華[12]
  - CV：洲崎綾(日)

- 札薩拉梅爾[14]
  - CV：土田大(日)

- 吉光[9]
  - CV：若本規夫(日)

- 真喜志[9]
  - CV：喜山茂雄(日)

- 拉菲爾[9]
  - CV：増谷康紀(日)

- 塔琳姆[9]
  - CV：田村由香里(日)

- 成美娜[9]
  - CV：赤﨑千夏(日)

- 緹拉[9]（DLC追加角色）
  - CV：浅野真澄(日)

- 沃爾德[9]
  - CV：不明

- 亞斯塔羅斯[9]
  - CV：大友龍三郎(日)

- 賽凡提斯[9]
  - CV：白熊寛嗣(日)

- 地獄火[9]
  - CV：不明

- 艾蜜（DLC追加角色）
  - CV：生天目仁美(日)

- 卡珊卓（DLC追加角色）
  - CV：高木禮子(日)

- 希爾妲（第二季DLC追加角色）
  - CV：甲斐田裕子(日)

- 雪華（第二季DLC追加角色） 
  - CV：大地葉(日)

- 黄星京（第二季DLC追加角色） 
  - CV：木村昴(日)

### 新參戰角色
- 古洛[12]
  - CV：櫻井孝宏(日)

- 阿茲威爾[9]
  - CV：江原正士(日)

### 客串角色
- 傑洛特[15]
  - CV：山路和弘(日)；道格·科克爾(美)

- 2B（寄葉二號B型） （DLC追加角色）
  - CV：石川由依、安元洋貴《輔助機042》(日)

- 霸王丸 （第二季DLC追加角色）
  - CV：中村大樹(日)

## 開發
《劍魂VI》是萬代南夢宮娛樂在2017遊戲大獎上首次對外宣布。該遊戲將於PlayStation 4、Xbox One和Microsoft Windows平台上發行，並早於三年前便開始進入開發階段。萬代南夢宮也表示，該遊戲會相當注重故事性。就和南夢宮之前的遊戲《鐵拳7》一樣，《劍魂VI》是以虚幻引擎4來製作，其製作人是大久保元博。據大久保元博的說法，該遊戲的開發代號為「Luxor」，因團隊打算讓其像第一款《劍魂》遊戲那樣地光亮。

## 外部連結
- 官方网站 （日語）